# Mariano Navone
Mariano Navone, né le 27 février 2001 à Nueve de Julio, est un joueur de tennis argentin, professionnel depuis 2019.

## Carrière

### 2019-2023: débuts sur les circuits ITF et Challenger
Mariano Navone passe ses premières saisons à arpenter le circuit ITF sans obtenir de résultats significatifs. C'est dans la catégorie Challenger qu'il se fait remarquer la première fois en juin 2022 en disputant deux finales en Argentine. Puis, au cours de la saison 2023, il se distingue en s'adjugeant cinq trophées en Challenger, établissant le record de l'année. Il s'impose notamment à Poznań en juin et à Buenos Aires en octobre.

### 2024: premières finales sur le circuit ATP
Il fait ses débuts sur le circuit ATP en février 2024 au tournoi de Córdoba où il bénéficie d'une invitation. Deux semaines plus tard, il atteint, à la surprise générale, la finale de l'ATP 500 de Rio de Janeiro alors qu'il est classé 113e mondial et issu des qualifications. Pour y parvenir, il écarte Yannick Hanfmann (6-1, 6-2), l'espoir brésilien João Fonseca et surtout le 23e mondial et tête de série no 2 Cameron Norrie (6-4, 6-2). Il ne marque que trois jeux pour sa première finale sur le circuit ATP contre son compatriote Sebastián Báez (6-2, 6-1).
Demi-finaliste à Marrakech en avril, il atteint ensuite la finale de l'Open de Bucarest, où il s'incline contre le Hongrois Márton Fucsovics (6-4, 7-5), après avoir notamment éliminé son compatriote Francisco Cerúndolo en quart de finale. Cette nouvelle performance lui permet d'intégrer le top 50 du classement ATP. Après un second tour à Madrid où il bataille pendant près de 3 heures face à Holger Rune (5-7, 7-62, 6-4), il s'adjuge le Challenger 175 de Cagliari en battant en finale Lorenzo Musetti.

## Palmarès

### Finales en simple messieurs
| No | Date       | Nom et lieu du tournoi                      | Catégorie | Dotation    | Surface      | Vainqueur        | Score    |          |
| -- | ---------- | ------------------------------------------- | --------- | ----------- | ------------ | ---------------- | -------- | -------- |
| 1  | 19-02-2024 | Rio Open presented by Claro, Rio de Janeiro | ATP 500   | 2 100 230 $ | Terre (ext.) | Sebastián Báez   | 6-2, 6-1 | Parcours |
| 2  | 15-04-2024 | Tiriac Open, Bucarest                       | ATP 250   | 579 320 €   | Terre (ext.) | Márton Fucsovics | 6-4, 7-5 | Parcours |

## Parcours dans les tournois duGrand Chelem

### En simple
| Année | Open d'Australie | Open d'Australie | Internationaux de France | Internationaux de France | Wimbledon       | Wimbledon      | US Open        | US Open      |
| ----- | ---------------- | ---------------- | ------------------------ | ------------------------ | --------------- | -------------- | -------------- | ------------ |
| 2024  | —                | —                | 2e tour (1/32)           | Tomáš Macháč             | 1er tour (1/64) | Lorenzo Sonego | 2e tour (1/32) | Daniel Evans |
| 2025  | 1er tour (1/64)  | Jack Draper      | 3e tour (1/16)           | Lorenzo Musetti          | 2e tour (1/32)  | Pedro Martínez |                |              |

N.B. : à droite du résultat se trouve le nom de l'ultime adversaire.

### En double messieurs
| 2024 | — | — | 1er tour (1/32) R. Carballés \|\| style="text-align:left;" \| M. Arévalo Mate Pavić | 1er tour (1/32) F. Coria \|\| style="text-align:left;" \| W. Koolhof N. Mektić | 2e tour (1/16) T. Monteiro \|\| style="text-align:left;" \| K. Krawietz Tim Pütz |

N.B. : le nom du partenaire se trouve sous le résultat ; les noms des ultimes adversaires se trouvent à droite.

## Parcours dans lesMasters 1000
| Année | Indian Wells       | Miami              | Monte-Carlo            | Madrid             | Rome               | Canada            | Cincinnati          | Shanghai              | Paris                 |
| ----- | ------------------ | ------------------ | ---------------------- | ------------------ | ------------------ | ----------------- | ------------------- | --------------------- | --------------------- |
| 2024  | —                  | —                  | —                      | 2e tour H. Rune    | 2e tour L. Darderi | 1er tour T. Fritz | 1er tour J. Lehečka | 1er tour K. Nishikori | 1er tour A. de Minaur |
| 2025  | 2e tour B. Shelton | 1er tour L. Sonego | 1er tour M. Berrettini | 2e tour B. Shelton | 2e tour J. Sinner  | —                 | 1er tour A. Walton  |                       |                       |

N.B. : sous le résultat se trouve le nom de l’ultime adversaire.

## Parcours auxJeux olympiques

### En simple messieurs
| # | Date       | Nom de l'olympiade         | Surface             | Résultat       | Ultimes adversaire | Score     |          |
| - | ---------- | -------------------------- | ------------------- | -------------- | ------------------ | --------- | -------- |
| 1 | 27/07/2024 | Olympic Tennis Event Paris | Terre battue (ext.) | 2e tour (1/16) | Lorenzo Musetti    | 7-62, 6-3 | Parcours |

### En double messieurs
| # | Date       | Nom de l'olympiade         | Surface             | Résultat        | Partenaire              | Ultimes adversaires           | Score      |          |
| - | ---------- | -------------------------- | ------------------- | --------------- | ----------------------- | ----------------------------- | ---------- | -------- |
| 1 | 27/07/2024 | Olympic Tennis Event Paris | Terre battue (ext.) | 1er tour (1/16) | Tomás Martín Etcheverry | Robin Haase Jean-Julien Rojer | 7-63, 7-64 | Parcours |

## Classements en fin de saison
| Année          | 2019 | 2020 | 2021 | 2022 | 2023 | 2024 |
| Rang en simple | 943  | 783  | 565  | 243  | 125  | 47   |
| Rang en double | 2251 | 1539 | 567  | 516  | 726  | 299  |

Source : (en) Classements de Mariano Navone sur le site officiel de la Fédération internationale de tennis